# Костов, Кристиан
Кристиа́н Константи́нов Ко́стов (болг. Кристиа́н Константи́нов Ко́стов) (род. 15 марта 2000, Москва) — российский и болгарский певец. В 2017 году занял II место на Евровидение-2017, где представлял Болгарию с песней «Beautiful Mess». Финалист первого сезона российского проекта «Голос. Дети» (2014) и обладатель II места в четвёртом сезоне болгарского проекта «X Factor» (2015—2016).

## Биография
Кристиан Костов родился в Москве. Его мать Зауре — казашка, отец Константин Костов — болгарин. С раннего детства Кристиан интересовался музыкой, и родители решили отдать его в студию «Непоседы».

### Начало музыкальной карьеры
В 2006 году прошёл кастинг в группу «Непоседы» и начал там свое обучение. В том же году выступал в Кремлёвском дворце вместе с Юлией Началовой, участвовал в многочисленных концертах на различных площадках Москвы. Вместе с группой выезжал на гастроли по России и за рубеж. «Непоседы» неоднократно участвовали в различных конкурсах. В 2009 году они открывали «Евровидение» в Москве.
В 2011 году Костов стал обладателем гран-при на детском международном конкурсе «Sound Kids». В 2012 году стал резидентом продюсерского центра Jazz Parking. Также Костов представлял Болгарию на Детской Новой волне-2012, где занял седьмое место. В октябре того же года был приглашён стать участником нового детского телевизионного проекта «Школа музыки» Лины Арифулиной, где выступил с популярными артистами, включая Батырхана Шукенова, и занял третье место.

### Телешоу «Голос. Дети» (Россия)
В возрасте 13 лет осенью 2013 года Костов прошёл слепые прослушивания первого сезона российского телепроекта «Голос. Дети», где исполнил песню Алиши Киз «If I Ain’t Got You». К нему повернулись все три наставника, он выбрал команду Димы Билана.
На следующем этапе «Битвы» Костов выступал с песней Андрея Гризли «Эта музыка».
В этапе «Песня на вылет» также исполнил песню Алиши Киз «If I Ain’t Got You», которая и обеспечила ему путевку в финал.
В финале исполнил песню Рождена Ануси «Знаешь».
| Этап                 | Песня                | Оригинальный исполнитель | Дата трансляции | Результат                                               |
| -------------------- | -------------------- | ------------------------ | --------------- | ------------------------------------------------------- |
| Слепые прослушивания | «If I Ain’t Got You» | Алиша Киз                | 14 марта 2014   | Повернулись три наставника. Выбрал команду Димы Билана. |
| Битвы                | «Эта музыка»         | Андрей Grizz-lee         | 18 апреля 2014  | Прошёл в раунд «Песня на вылет»                         |
| Песня на вылет       | «If I Ain’t Got You» | Алиша Киз                | 18 апреля 2014  | Прошёл в финал                                          |
| Финал                | «Знаешь»             | ROZHDEN                  | 25 апреля 2014  | Выбыл                                                   |

### После «Голоса. Дети»
В 2014 году в составе сводного хора «Дети Земли» (в котором объединились группа Open Kids, ученики школы-студии «Республика KIDS», София Тарасова и другие известные дети) записал песню «Мир без войны».

### Телешоу «Х Factor» (Болгария)
Летом 2015 года в возрасте 15 лет Кристиан Костов принял участие в 4-м сезоне шоу талантов «X Factor Bulgaria». Пройдя кастинг, он стал самым юным участником четвёртого сезона. Его наставником была Саня Армутлиева (судья, отвечавшая за категорию «Мальчики»).
На протяжении всего шоу Костов уверенно переходил в следующие этапы, но в полуфинале, заняв одно из двух нижних мест (вместе с группой «AVA»), впервые стал претендентом на вылет. Судьи отдали свои голоса в его пользу, и он прошёл в финал.
В финале шоу исполнил песню группы Любэ «Позови меня», а также спел дуэтом с Василом Найденовым — они вместе исполнили песню «Сбогом, моя любов». Для финальной песни он выбрал песню Эмиля Димитрова «Ако си дал». По итогам зрительского голосования Костов занял 2-е место, а победителем шоу стала Христиана Луизу.
| Выпуск                | Тема                           | Песня                                      | Результат                       |
| --------------------- | ------------------------------ | ------------------------------------------ | ------------------------------- |
| Кастинг               | Песня на выбор                 | «When I Was Your Man»                      | Прошёл в тренировочный лагерь   |
| Тренировочный лагерь  | Групповое выступление          | «Chandelier»                               | Попал в команду одного из судей |
| Визит к судьям        | Песня на выбор                 | «If I Ain’t Got You»                       | Прошёл в прямые эфиры           |
| Прямой эфир 1         | Хиты номер один                | «Thinking Out Loud»                        | Спасён                          |
| Прямой эфир 2         | Хеллоуин                       | «Take Me to Church»                        | Спасён                          |
| Прямой эфир 3         | Песни о любви                  | «I’m Not the Only One»                     | Спасён                          |
| Прямой эфир 4         | Болгарские хиты                | «Невидим»                                  | Спасён                          |
| Прямой эфир 5         | Песни из кинофильмов           | «Wild Wild West»                           | Спасён                          |
| Прямой эфир 6         | Великие хиты                   | «Болката отляво»                           | Спасён                          |
| Прямой эфир 7         | Диско-хиты                     | «Treasure»                                 | Спасён                          |
| Прямой эфир 8         | Хиты со всего мира             | «Позови меня»                              | Спасён                          |
| Рождественский выпуск | Рождество                      | «Mistletoe»                                | Выпуск без выбываний            |
| 1/8 финала            | Любовь — это всё               | «Story of My Life»                         | Спасён                          |
| 1/8 финала            | Любовь — это всё               | «Крадена любов» (с Дариной Йотовой)        | Спасён                          |
| Четвертьфинал         | Слёзы и смех                   | «I See Fire»                               | Спасён                          |
| Четвертьфинал         | Слёзы и смех                   | «The Lazy Song»                            | Спасён                          |
| Полуфинал             | Одна старая и одна новая песня | «Yesterday»                                | 3—4 места (3-й)                 |
| Полуфинал             | Одна старая и одна новая песня | «Sorry»                                    | 3—4 места (3-й)                 |
| Полуфинал             | Финальная разборка             | «Jealous»                                  | 3—4 места (3-й)                 |
| Финал                 | Одна сольная песня и один дуэт | «Позови меня»                              | 2 место                         |
| Финал                 | Одна сольная песня и один дуэт | «Сбогом, моя любов» (с Василом Найденовым) | 2 место                         |
| Финал                 | Финальная песня                | «Ако си дал»                               | 2 место                         |

### Контракт с Virginia Records и дебютный сингл
В 2016 году Костов подписал контракт с болгарским музыкальным лейблом Virginia Records (одним из основателем которого является его наставница на X Factor Bulgaria Станислава Армутлиева).
7 октября 2016 года у него вышел дебютный сингл с песней «Не си за мен» («Не для меня»). Слова песни написал Венци Венц (Venci Venc'), а над музыкой и аранжировкой работали Рей Хеджес, Найджел Батлер и Айзак Эванс. Песня две недели была на первом месте национального хит-парада чаще всего звучащих в радио- и телевизионном эфире болгарских песен. Кроме того, в качестве приглашённого артиста Кристиан Костов записал с дуэтом Pavell & Venci Venc’ песню «Вдигам Level» («Повышаю уровень»), которая провела на вершине того же хит-парада 14 недель подряд.
Позднее, 13 января 2017 года, вышла «You Got Me Girl» — английская версия песни «Не си за мен».

### «Евровидение-2017»
13 марта 2017 года было официально объявлено, что Кристиан Костов представит Болгарию на «Евровидении-2017 в мае в Киеве».
Несмотря на выступление Кристиана в Крыму в июне 2014 года, СБУ не запретила ему въезд на Украину, как представителю России и ряду других российских исполнителей.
11 мая во 2-й половине 2-го полуфинала Костов выступил с песней «Beautiful Mess». Он стал самым молодым участником конкурса в этом году.
В финале 13 мая 2017 года занял 2-е место с 615 баллами, что стало рекордом для Болгарии за всю историю выступлений на конкурсе.

### Singer 2019
В начале 2019 года принял участие в китайском телевизионном конкурсе профессиональных исполнителей Singer, но не дошёл до финала. В свои 18 лет Костов стал самым юным участником этого шоу.
15 марта 2019 года на китайских музыкальных площадках был выпущен ЕР альбом «Prologue». Он состоит из пяти песен: два кавера знаменитых китайских песен, «Beautiful mess» (Inspired by China), песня «Live it up» с китайской исполнительницей Тифой Чен и инструментальная версия «Live it up». Альбом вошел в десятку лучших альбомов западных исполнителей 2019 года на китайской музыкальной площадке QQ.

## Дискография

### Синглы и избранные песни
| Год  | Название                                                    | Чарты | Примечания                                       |
| Год  | Название                                                    | BUL   | Примечания                                       |
| ---- | ----------------------------------------------------------- | ----- | ------------------------------------------------ |
| 2015 | «Ready to Fly» - MaxiGroove & Kristian Kostov               | —     | Цифровой сингл                                   |
| 2015 | «Слушай дождь»                                              |       | Песня с видеоклипом См. видеоклип на YouTube     |
| 2016 | «Не си за мен»                                              | 13    | Цифровой сингл Дебютный сольный сингл            |
| 2016 | «Вдигам Level» - Pavell & Venci Venc’ feat. Kristian Kostov | 13    | Цифровой сингл                                   |
| 2017 | «You Got Me Girl»                                           | —     | Цифровой сингл Англ. версия песни «Не си за мен» |
| 2017 | «Beautiful Mess»                                            |       | Цифровой сингл                                   |
| 2017 | «Глубина»                                                   |       | Цифровой сингл                                   |
| 2018 | «The One (I Need You)»                                      |       | Цифровой сингл                                   |
| 2018 | «Burning Bridges» - JOWST & Kristian Kostov                 |       | Цифровой сингл                                   |
| 2018 | «Get it»                                                    |       | Цифровой сингл с видеоклипом                     |
| 2019 | «Beautiful mess (Inspired by China)»                        |       | Цифровой сингл                                   |
| 2020 | «Honest»                                                    |       | Цифровой сингл                                   |
| 2020 | «Better»                                                    |       | Цифровой сингл                                   |

#### Другие проекты
| Год  | Название | Чарты |
| Год  | Название | СНГ   |
| ---- | --- | ----- |
| 2014 | «Мир без войны» - сводный хор «Дети Земли» (с участием Open Kids, «Республики KIDS», Софии Тарасовой и др.) | 313   |

## Видеоклипы
| Название                       | Дата выхода     |
| ------------------------------ | --------------- |
| «When I Was Your Man»          | 20 августа 2014 |
| «Мир без войны»                | 8 декабря 2014  |
| «Бухенвальдский набат»         | 19 апреля 2015  |
| «Слушай дождь»                 | 22 августа 2015 |
| «Titanium»                     | 30 декабря 2015 |
| «Pair of Wings»                | 8 марта 2016    |
| «Не си за мен»                 | 7 октября 2016  |
| «Let It Go»                    | 4 ноября 2016   |
| «Вдигам LEVEL»                 | 25 ноября 2016  |
| «Мы единая страна»             | 9 декабря 2016  |
| «Give Me Love»                 | 23 декабря 2016 |
| «You Got Me Girl»              | 13 января 2017  |
| «Taste the Feeling»            | 23 января 2017  |
| «Beautiful Mess»               | 31 марта 2017   |
| «Human»                        | 17 июля 2017    |
| «Cold Water»                   | 19 августа 2017 |
| «Starboy»                      | 3 октября 2017  |
| «Глубина»                      | 27 октября 2017 |
| «Ты мой огонь»                 | 3 ноября 2017   |
| «September Song»               | 28 ноября 2017  |
| «The one (I need you)»         | 5 января 2018   |
| «IDGAF»                        | 3 апреля 2018   |
| «Serendipity»                  | 13 мая 2018     |
| «Wolves»                       | 29 июня 2018    |
| «Get it»                       | 18 апреля 2019  |
| «Live it up» (feat. Tifa Chen) | 5 сентября 2019 |
| «Honest»                       | 6 марта 2020    |

## Награды и премии
| Год                            | Премия                    | Номинация               | Результат |
| ------------------------------ | ------------------------- | ----------------------- | --------- |
| 2017                           | BG Radio Music Awards     | Male Singer of the Year | Победа    |
| Bulgarian Debut                | Победа                    |                         |           |
| Bulgarian Ambassador           | Победа                    |                         |           |
| Bulgarian Song of the Year     | Победа                    |                         |           |
| Реальная премия MusicBox 2017  | Тинейджерский проект года | Победа                  |           |
| European Border Breakers Award | Public Choice Award       | Победа                  |           |